# Sofroniusz III (patriarcha Jerozolimy)
Sofroniusz III – prawosławny patriarcha Jerozolimy od 1236 r. Data końca jego urzędowania nie jest znana.